# Thali

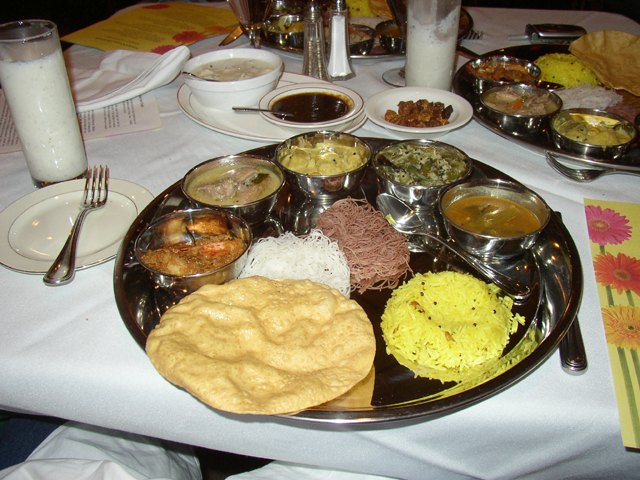
Thali, a na nim miseczki katori

Thali (hindi थाली, dosł. „talerz”) – północnoindyjskie danie, podawane na dużym metalowym talerzu (tacy). Nazwa odnosi się także do samego talerza.
Składa się z ryżu, placków ciapati/puri/roti, otoczonego wianuszkiem małych miseczek zawierających różne dodatki: dal, sosy, jarzyny, jogurt, papad, czatnej, aćar itd. Bywają również thali niewegetariańskie. Istnieją duże różnice regionalne w zakresie doboru składników.